# Ревунка
Ревунка (рос. Ревунка) — присілок у Убінському районі Новосибірської області Російської Федерації.
Входить до складу муніципального утворення Пешковська сільрада. Населення становить 42 особи (2010).

## Історія
Згідно із законом від 2 червня 2004 року органом місцевого самоврядування є Пешковська сільрада.

## Населення
| 2002 | 2007 | 2010 |
| ---- | ---- | ---- |
| 66   | ↘56  | ↘42  |